# Sōemonchō
Sōemonchō (宗右衛門町) est un quartier animé de l'arrondissement Chūō-ku, à Osaka, au Japon. Il est voisin de deux autres quartiers animés d'Osaka, Shinsaibashi au nord et Dōtonbori au sud. On y trouve beaucoup de bars, restaurants et boîtes de nuit. Le quartier, paisible la journée, s'anime la nuit venue.

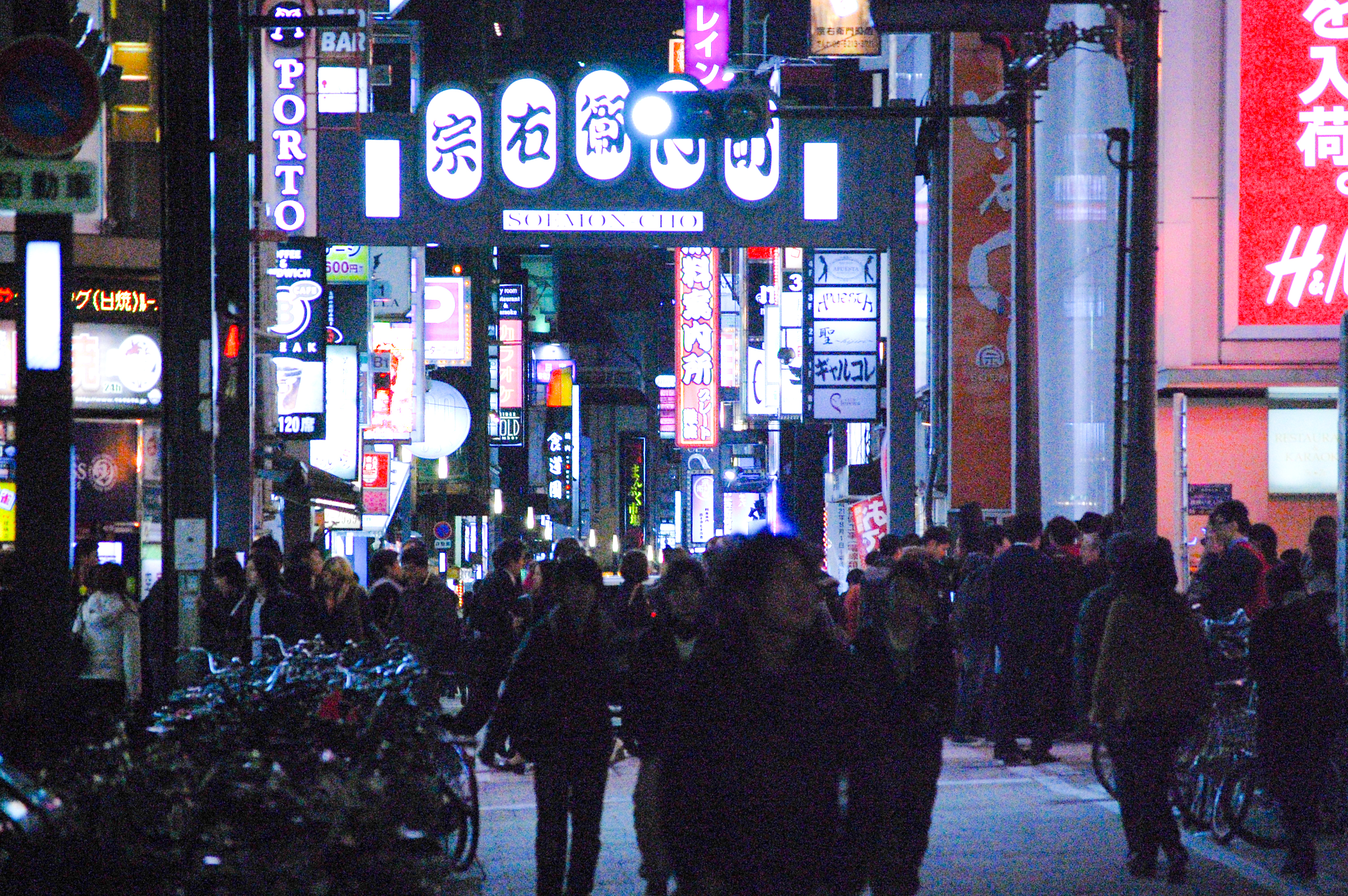
Sōemonchō, la nuit.

Le quartier sert de cadre à plusieurs histoires de Kōji Uno, qui y a résidé enfant.

## Chanson
Sōemonchō est l'objet de la chanson "Sōemonchō Blues" (宗 右衛門 町 ブ ル ー ス) de Katsuji Heiwa et Dark Horse, sortie en 1972 et devenue un grand succès au Japon, avec deux millions d'exemplaires vendus.